# Victor Schlegel
Victor Schlegel (4 de marzo de 1843 - 22 de noviembre de 1905) fue un matemático alemán que promovió el álgebra geométrica de Hermann Grassmann, e ideó un método para visualizar politopos denominado diagrama de Schlegel.

## Semblanza
Schlegel nació en la ciudad alemana de Fráncfort del Óder en 1905. Estudió en la Universidad de Berlín desde 1860 hasta 1863. En 1866 se convirtió en profesor en Breslavia, luego en Szczecin (donde fue colega de Hermann Grassmann) y en 1868 en Anklam, y desde 1869 fue profesor titular en el Gymnasium de Waren. En 1881 recibió su doctorado en Leipzig dirigido por Felix Klein (con una tesis titulada Los elementos de la geometría y el álgebra modernos). Desde 1886 fue profesor en la escuela de oficios de Hagen y desde 1896 fue profesor en la escuela superior de máquinas también de Hagen.
Dedicado a la docencia de las matemáticas, fue testigo de las expansiones acontecidas en el siglo XIX en el campo tradicional de la geometría, a través de innovaciones como la geometría hiperbólica, la geometría no euclidiana y la geometría algebraica. Hermann Grassmann (1809-1877) fue uno de los innovadores más avanzados con su anticipación del álgebra lineal y el álgebra multilineal, a la que denominó "teoría de la extensión" ("Ausdehnungslehre"). Como señaló el historiador de las matemáticas estadounidense David E. Rowe en 2010, refiriéndose a este período:

El nuevo converso más importante fue Victor Schlegel, colega de Grassmann en el Stettin Gymnasium de 1866 a 1868.

En 1872, Schlegel publicó la primera parte de su "System der Raumlehre" (Sistema de teoría del espacio), en el que utilizó los métodos de Grassmann para desarrollar la geometría plana. Empleó su libro para presentar el caso de Grassmann, argumentando que:

Las ideas de Grassmann se han descuidado porque no había ocupado una cátedra universitaria.

Continuando con su crítica a los académicos, expresó la opinión crítica de que:

En lugar de desarrollar una base sólida para sus métodos analíticos, los matemáticos contemporáneos han tendido a inventar nuevos simbolismos ad hoc, creando una cacofonía de lenguajes ininteligibles similar a la de Babel.

Su opinión era que no se había fijado ninguna base para establecer el método científico en matemáticas, y "el descuido de los fundamentos había llevado a la falta de interés por las matemáticas en las escuelas, ampliamente reconocida".
El matemático Felix Klein hizo mención al libro de Schlegel en una reseña, criticándolo por no incluir la razón anarmónica y no contextualizar a Grassmann en el flujo de los desarrollos matemáticos. El historiador David E. Rowe indica que Klein estaba más interesado en desarrollar su propia sistemática, expuesta en el Programa de Erlangen.
En 1875, Schlegel publicó la segunda parte de su "System der Raumlehre", respondiendo a Klein en el prefacio. En este libro desarrolló las secciones cónicas, las razones armónicas, la geometría proyectiva y los determinantes.
Publicó una biografía de Hermann Grassmann en 1878. Ambas partes de su libro de texto y la biografía están ahora disponibles en Internet Archive (véase la sección de Enlaces externos).
En la reunión de verano de la American Mathematical Society celebrada el 15 de agosto de 1894, Schlegel presentó un ensayo sobre el problema de encontrar el lugar que está a una distancia total mínima de un conjunto de puntos dados.
En 1899 se convirtió en secretario nacional alemán de la Sociedad del Cuaternión internacional, e informó al respecto en los "Monatshefte für Mathematik" (Boletines Mensuales de Matemáticas).
Falleció en la localidad alemana de Hagen en 1905, a los 62 años de edad.

## Reconocimientos
- En 1884 fue elegido miembro de la Academia Alemana de las Ciencias Naturales Leopoldina.[6]